# John Edwards (jazzmusicus)
John Edwards (1964) is een Britse jazzcontrabassist van de freejazz en de Europese improvisatiemuziek.

## Biografie
Nadat Edwards in 1987 was begonnen met het basspel, formeerde hij de formatie The Pointy Birds, die muziek produceerden voor dansgroepen als The Cholmodeleys en The Featherstonehaughs. In 1990 trad hij voor de eerste keer op met muzikanten als Roger Turner, Lol Coxhill, Maggie Nichols en Phil Minton. Tussen 1990 en 1995 was Edwards gelijktijdig lid van meerdere formaties, zoals de band God, B Shops for the Poor en bij The Honkies. Bovendien was hij een regelmatige begeleidingsmuzikant in het Londense circuit van de geïmproviseerde muziek. Hij had zijn eerste solo-optredens en werkte in duoformatie (bas/cello) in de formatie The Great Explorers. Sinds 1995 behoort Edwards tot de meest actieve muzikanten van het Londens circuit en speelt hij tussen 150 en 200 concerten binnen een jaar. Hij was medemuzikant van Evan Parker in verschillende formaties en hij werkte bovendien met Tony Bevan, Jon Lloyd, Veryan Weston en Elton Dean en speelde ook met Michel Doneda, Paul Dunmall, Gerd Dudek, Hans Koch, Sunny Murray, het London Improvisers Orchestra, Michel Waisvisz en John Butcher en in duet met de percussionist Mark Sanders (Nisus Duets, 2002). Met Paul Lovens en de trombonist Paul Hubweber vormde hij het trio PaPaJo.

## Discografie
- 1997: Eddie Prévost: Touch (Matchless)
- 1997: Jon Lloyd: Praxis (FMR Records)
- 1999: Evan Parker: London Air Lift (FMP, 1997); The Two Seasons (Emanem Records)
- 2000: Tony Bevan: Nothing is Permanent Bute Woe (Foghorn)
- 2004: Veryan Weston/John Edwards/Mark Sanders: Mercury Concert (Emanem Records)
- 2006: Sunny Murray: The Gearbox Explodes! (Foghorn)
- 2012: Louis Moholo: For the Blue Notes (Ogun Records)
- 2013: The Remote Viewers: Crimeways (RV, met David Petts, Adrian Northover, Rosa Lynch-Northover, Sue Lynch, Caroline Kraabel)
- 2016: Evan Parker/John Edwards/John Russell: Walthamstow Moon (Byrd Out)